# Paróquia Matriz São Sebastião (São Carlos)
A Paróquia Matriz São Sebastião (São Carlos) ou Igreja do Sagrado Coração de Jesus e São Sebastião está localizada na Avenida Doutor Carlos Botelho, no centro do município de São Carlos. Consta da lista de bens de interesse histórico publicada em 2021 pela Fundação Pró-Memória de São Carlos (FPMSC).

## História
A Paróquia São Sebastião, foi criada em 18 de março de 1972 como Paróquia Matriz. Foi a quarta paróquia a ser desmembrada da Catedral e o padroeiro escolhido foi São Sebastião.
A primeira capela dedicada a São Sebastião localizava-se originalmente na quadra da atual Escola Álvaro Guião, tendo seu cruzeiro sido erguido em 1877, pelos jesuítas Mantero e Servanzi. Entretanto, em 1890, em um temporal, uma faísca causou o incêndio do madeiramento da capela. 
Em 1910, com a revolução republicana em Portugal, chegou à cidade um grupo de jesuítas que inicialmente se instalou na residência episcopal (esquina das 13 de Maio e D. Pedro II). Mais tarde, iniciaram a construção de um novo templo e um convento no local atual, com projeto de Germano Fehr. A igreja foi inaugurada em 1924.
Em 1932, o patrimônio da igreja foi assumido pelos passionistas. Em 1938, foram construídas as duas naves laterais. Nos anos 1940, foi inaugurado o relógio e o carrilhão. Em 1972, a igreja tornou-se paróquia, desmembrando-se da Catedral. Em 1986, foram concluídas as pinturas internas.
O convento está sob o comando dos monges passionistas desde 1932 em São Carlos. Localiza-se no complexo onde está a paróquia.
Esta congregação mantém o mosteiro São Paulo da Cruz, que foi fundado em 1969 e inaugurado em 29 de maio de 1977, também em São Carlos.

## Bem de interesse histórico
Entre 2002 e 2003, a Fundação Pró-Memória de São Carlos (FPMSC), órgão da prefeitura, fez um primeiro levantamento (não-publicado) dos "imóveis de interesse histórico" (IDIH) da cidade de São Carlos, abrangendo cerca de 160 quarteirões, tendo sido analisados mais de 3 mil imóveis. Destes, 1.410 possuíam arquitetura original do final do século XIX. Entre estes, 150 conservavam suas características originais, 479 tinham alterações significativas, e 817 estavam bastante descaracterizados. O nome das categorias das edificações constantes na lista alterou-se ao longo dos anos.

A edificação de que trata este verbete consta como "Edifício tombado" (categoria 1) no inventário de bens patrimoniais do município de São Carlos, publicado em 2021 pela Fundação Pró-Memória de São Carlos (FPMSC), órgão público municipal responsável por "preservar e difundir o patrimônio histórico e cultural do Município de São Carlos". A referida designação de patrimônio foi publicada no Diário Oficial do Município de São Carlos nº 1722, de 09 de março de 2021, nas páginas 10 e 11. De modo que consta da poligonal histórica delimitada pela referida Fundação, que "compreende a malha urbana de São Carlos da década de 40". A poligonal é apresentada em mapa publicado em seu site, onde há a indicação de bens em processo de tombamento ou já tombados pelo Condephaat (órgão estadual), bens tombados na esfera municipal e imóveis protegidos pela municipalidade (FPMSC).
| “ | Categoria 1: são edificações tombadas em quaisquer níveis (municipal, estadual ou federal) e inscritas no Inventário de Bens Patrimoniais do Município, sendo proibida a demolição e permitidas ou não reformas, desde que seguidas as orientações específicas do processo de tombamento e da aprovação do projeto pela Prefeitura Municipal, pela entidade e conselho municipal de defesa do patrimônio, e demais órgãos competentes, federais, estaduais e/ou municipais. | ” |
|   | |   |